# Quraish (trò chơi điện tử)
Quraish: The game là tựa game chiến lược thời gian thực 3D do nhà sản xuất trò chơi điện tử Afkar Media của Syria tạo ra. Đây là tựa game thứ hai dựa trên tiếng Ả Rập và là trò chơi chiến lược góc nhìn người thứ ba dựa trên những trận chiến đầu tiên của Hồi giáo, chủ yếu tập trung vào các chiến dịch thành công của Vương triều Rashidun thảo phạt Đế quốc Đông La Mã và Đế quốc Sasan của Ba Tư.